# Pemphis acidula
Pemphis acidula (J.R. Forst. e G. Forst., 1776) è una pianta appartenente alla famiglia delle Lythraceae, diffusa nelle aree costiere dell'oceano Indiano e del Pacifico centro-occidentale. È l'unica specie inclusa nel genere Pemphis (J.R. Forst. e G. Forst., 1776).
In grado di tollerare condizioni di forte salinità, è una delle specie vegetali costituenti delle foreste a mangrovie.